# PSYCHEDELIC LOVER
「PSYCHEDELIC LOVER」（サイケデリック・ラバー）は、日本のバンドPIERROTの、メジャーで発売された11枚目のシングル。

## 概要
表題曲は後にリミックスされ、次作「HILL -幻覚の雪-」のカップリング曲として収録された。広島テレビ『松本紳助』エンディングテーマ。CDジャケットのアートディレクターはサカグチケン。
初回3大特典：スペシャル・パッケージ、SPECIAL LIVE応募ハガキ、オリジナル・パスカード

## 収録曲
1. PSYCHEDELIC LOVER
(作詞：キリト／作曲：アイジ／編曲：PIERROT・西脇辰弥)
2. LANDSCAPE
(作詞：キリト／作曲：キリト・潤／編曲：PIERROT・西脇辰弥)
3. SUPER STRING THEORY (10th demension mix)by Maki Fujii
(作詞：キリト　作曲：キリト)